# Miś Maciuś
Miś Maciuś – brązowa figura niedźwiedzia zlokalizowana przy ul. Sambora w Gniewie.

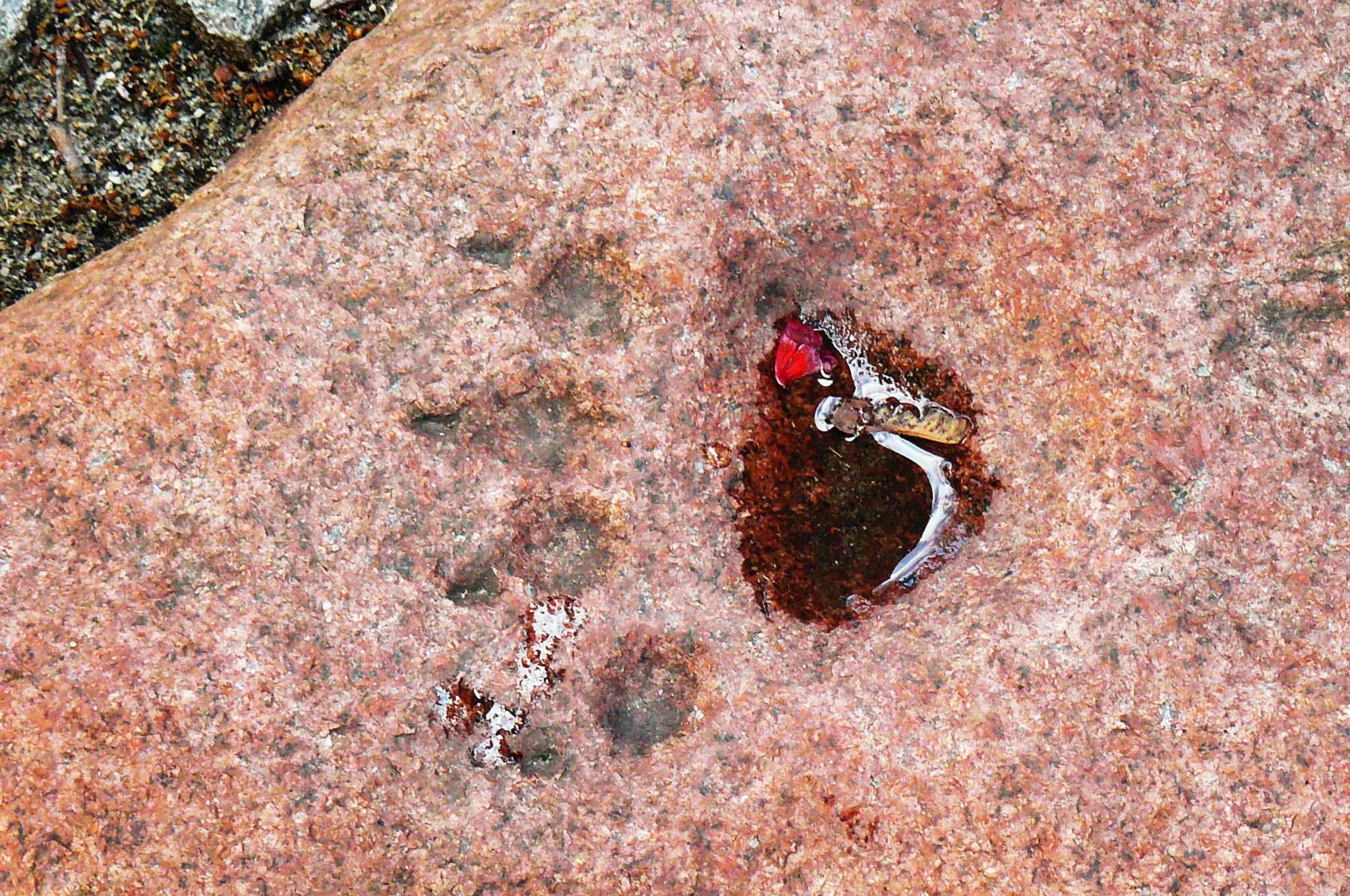
Odcisk łapy

Figura z 2010 ma 75 cm wysokości i waży 30 kg. Jej powstanie wiąże się z legendą z okresu wojny polsko-szwedzkiej 1626-1629, a konkretnie z bitwą pod Gniewem, podczas której, jesienią 1626, starły się wojska polskie pod wodzą Zygmunta III Wazy ze szwedzkimi, dowodzonymi przez Gustawa II Adolfa. Większość mieszkańców miasta udała się wówczas na pole bitwy, by wspomóc wojska Rzeczypospolitej. Dzwony w kościele św. Mikołaja próżno biły, wzywając wiernych na mszę – w mieście nie pozostał praktycznie nikt zdolny do poruszania się o własnych siłach. Zamiast ludzi do świątyni przyszły natomiast zwierzęta z okolicznych lasów, przerażone hukiem i zgiełkiem bitewnym. Chciały poprosić Boga o pokój i ciszę, a przewodził im Miś Maciuś. Do dziś można według legendy, przechodząc między murami kościoła, a kamienicami na ul. Sambora, usłyszeć pomrukiwanie niedźwiedzia. Od 2010 Miś Maciuś jest oficjalną maskotką miasta. Podobnie jak brukselski Manneken pis, posiada kilka kompletów ubrań, m.in. kolczugę, szlachecki kontusz, kostium strażaka, kibica i kominiarza. Od 2013 Miś Maciuś ma swoje miejsce w kolekcji Muzeum Misiów w Zakopanem. U stóp blendy (2010) z figurą znajduje się głaz z odciskiem niedźwiedziej łapy.
W bliskim sąsiedztwie figury położony jest gniewski Ogród Historii.